# Вулиця Чорновола (Луцьк)
Вулиця Чорновола — вулиця в Завокзальному житловому районі Луцька.
Бере початок від перехрестя з проспектом Соборності, рухається повз Кафедральний собор Всіх Святих Землі Волинської на південний схід, де через 500 метрів змінює напрямок на південно-західний й прямує до вулиці Карпенка-Карого.

## Будівлі та установи
- Луцька міська дитяча поліклініка[1] — вулиця Чорновола, 1
- Центр науково-технічної творчості учнівської молоді — вулиця Чорновола, 3
- Волинська обласна Мала академія наук України — вулиця Чорновола, 3
- Волинський державний центр естетичного виховання учнів загальноосвітніх та професійно-технічних навчальних закладів — вулиця Чорновола, 1
- Крита ковзанка «Снігова Королева» — вулиця Чорновола, 3
- Спортивний комплекс "Альфа Юніверс"[2] — вулиця Чорновола, 3, а
- Рекреаційний комплекс «Срібні лелеки»[3] — вулиця Чорновола, 17